# Президентські вибори в Росії (1991)
Перші Вибори Президента Росії (яка на той момент ще була республікою в складі СРСР) відбулися 12 червня 1991-го. З'їзд народних депутатів РРФСР 5 квітня 1991-го призначив їх на 12 червня 1991-го. Їх провели відповідно до всеросійського референдуму про введення поста президента РРФСР, що відбувся 17 березня 1991-го (одночасно з всесоюзним референдумом про збереження СРСР).
На відміну від наступних виборів, разом з президентом РРФСР обирався віце-президент РРФСР. Аналогічно системі виборів президента США, кандидатура віце-президента виставлялася разом з кандидатурою президента як єдиний пункт виборчого бюлетеня. Крім того, президент обирався на 5-річний термін. Згодом, 1993 року, скорочений згідно Конституції 1993 року до 4 років, і збільшений до 6 років поправками до конституції 2008-го. Перехідні положення Конституції 1993 року передбачали, що раніше обраний президентом РРФСР Єльцин пробув на посаді весь початковий термін, і наступні вибори відбулися 1996, а не 1995 року.
Вибори пройшли 12 червня 1991 року, рівно через рік після прийняття Декларації про державний суверенітет РРФСР. 1992 року день прийняття Декларації був оголошений державним святом (з 2002 року називається День Росії).
Жоден з кандидатів не зміг конкурувати чинному Голові Верховної Ради Російської РФСР Єльцину. Всі інші кандидати (включаючи і засновника альтернативної партії ЛДПСС Жириновського, для якого ці вибори і третє місце стали дебютом в політиці) представляли ті чи інші більш консервативні, ніж Єльцин, кола, а також силові відомства (Бакатін, що був прихильником реформ) і армію (Макашов). Екс-прем'єр СРСР Рижков посів друге місце, і балотувався вже як «пенсіонер».
Кандидатами в віце-президенти при двох перших за результатами виборів кандидатів в президенти були Олександр Руцькой і Борис Громов, що здобули популярність на афганській війні.
Один кандидат в президенти (Єльцин) — був безпартійним (раніше вийшов з КПРС), один (Жириновський) — членом ЛДПСС, інші четверо — членами КПРС. Всі шість кандидатів у віце-президенти, в тому числі йшли з Єльциним і Жириновським, були членами КПРС. Кандидатура Єльцина підтримувалася блоком Демократична Росія і іншими партіями, а з кандидатів-комуністів КПРС підтримувала тільки Рижкова, інші балотувалися як незалежні кандидати.
Регламентом проведення виборів був передбачений другий тур, проте Єльцин переміг в першому турі. 10 липня він склав президентську присягу, а Руцькой став віце-президентом РРФСР.